# Žďár u Protivína
Žďár (deutsch Schdiar) ist eine Gemeinde mit 237 Einwohnern in Tschechien. Sie liegt vier Kilometer nördlich von Protivín am Žďárský potok in 374 m ü. M. und gehört dem Okres Písek an. Die Gemeindefläche beträgt 3100,3 ha.

## Geographie

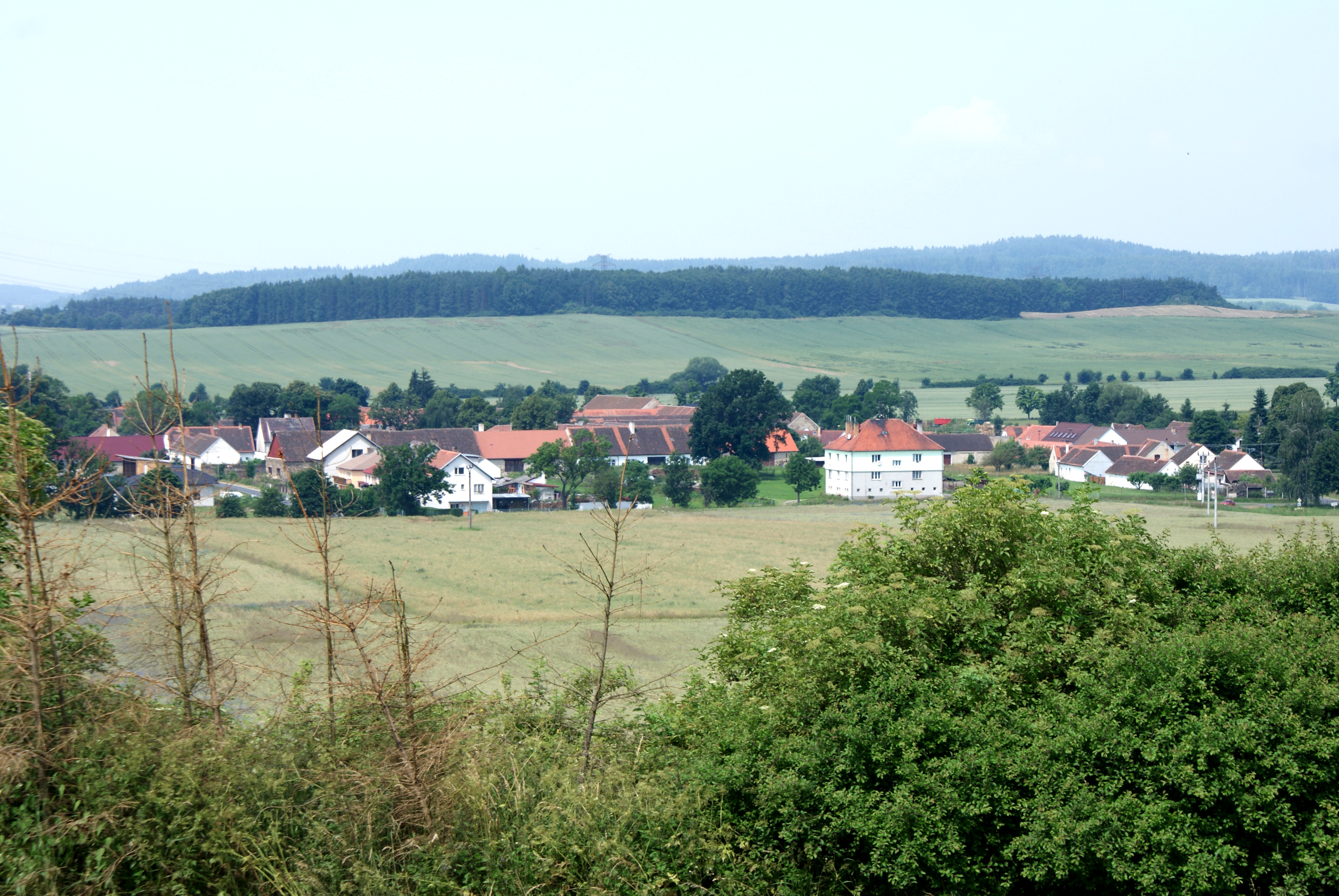
Ortsansicht

Der Ort befindet sich im breiten Tal der Blanice und ihrer Zuflüsse. Östlich liegen die Höhenzüge der Písecké hory (Piseker Berge), der Vysoký Kamýk (627 m) mit seinem Aussichtsturm liegt fünf Kilometer entfernt.
Nachbarorte sind im Norden Tálín, im Nordosten Paseky und Nuzov, im Südosten Žďárské Chalupy und im Südwesten Myšenec. Westlich des Dorfes führt die Europastraße 49 vorbei.

## Geschichte

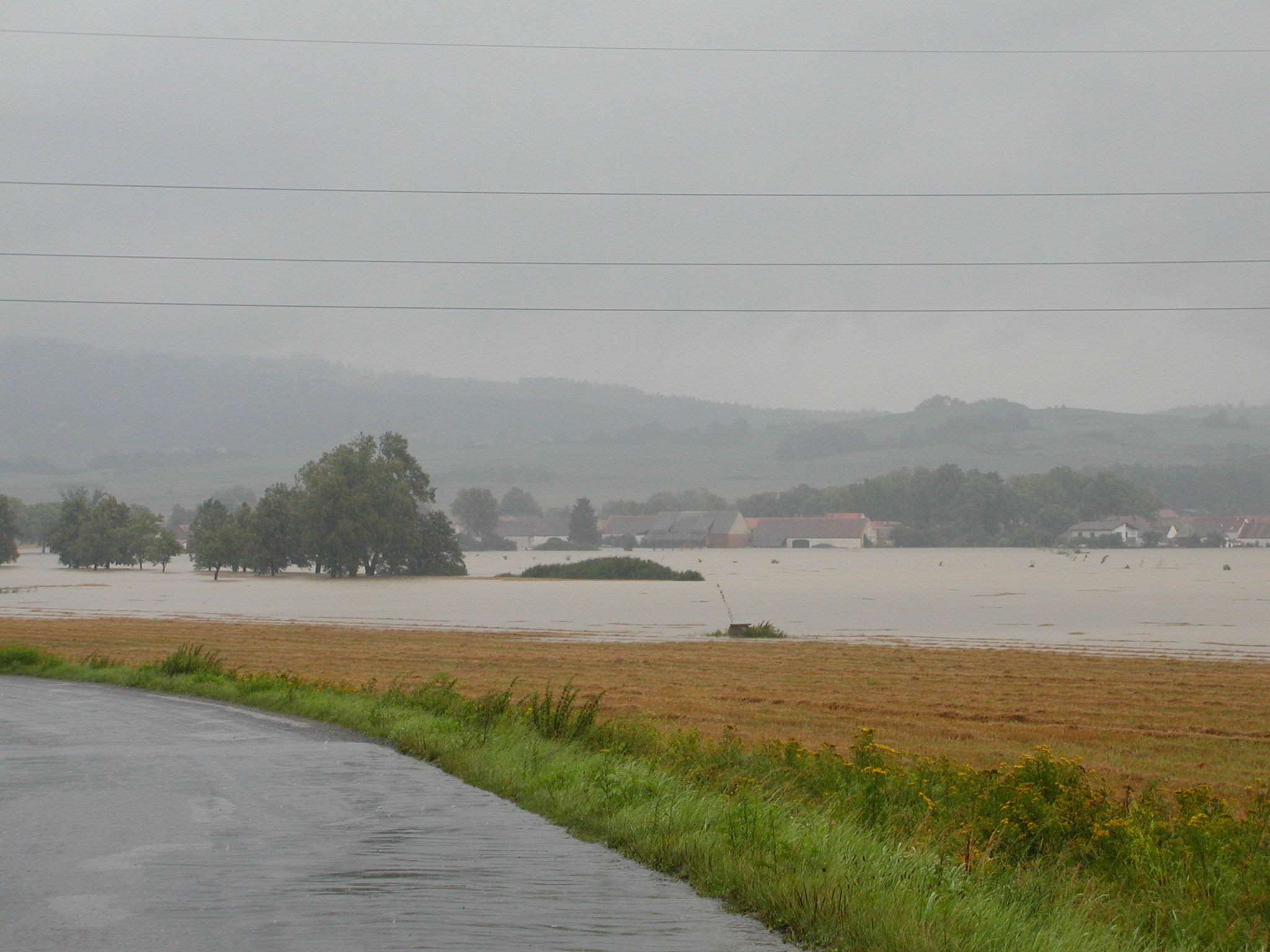
Hochwasser im Jahr 2002

Der Ort Žďár bestand bereits im 13. Jahrhundert. Im südlichen Teil des Dorfes steht ein Stein mit dem böhmischen Löwen und der Jahreszahl 1282, der ein Zeichen dafür ist, dass das Dorf ausschließlich dem König abgabenpflichtig war. 1460 wurde das Dorf erstmals urkundlich erwähnt.
Nach der Aufhebung der Patrimonialherrschaften bildete Žďár ab 1850 einen Ortsteil der Gemeinde Myšenec in der Bezirkshauptmannschaft Písek und dem Gerichtsbezirk Vodňany. Am 29. September 1881 löste sich Žďár von Myšenec und bildete eine eigene Gemeinde, zugleich wurde der Ort in den Gerichtsbezirk Písek überwiesen. In der Kiesgrube fand man 1929 eine Grabstätte aus der Zeit der keltischen Besiedlung mit 23 Urnen.

## Gemeindegliederung
Zur Gemeinde Žďár gehören die Ortsteile Nová Ves u Protivína (Neudorf) und  Žďárské Chalupy (Chaluppen ob Schdiar) sowie die Weiler Medenice, Malé Chalupy, Pařezí und Zelendárky.